# 進藤誠一
進藤 誠一（しんどう せいいち、1898年〈明治31年〉3月22日 - 1979年〈昭和54年〉5月14日）は、日本の仏文学者。九州大学名誉教授。
1963年まで九州大学教授、その後西南学院大学教授を1974年まで務めた。専門は18世紀フランス演劇。

## 著作

### 著書
- 『フランス喜劇の研究』白水社 1940
- 『フランス演劇 研究と随想』惇信堂 1946

### 翻訳
- 『愛と偶然との戯れ』マリヴォー 岩波文庫、1935
- 『ベルナール・ケネー』アンドレ・モロア 白水社 1941
- 『喜劇・マリアンヌの気紛れ』ミュッセ 養徳社 1947
- 『セヴィラの理髪師』ボーマルシェ 岩波文庫、1948
- 『戯れに恋はすまじ』ミュッセ 1949 (角川文庫、のち岩波文庫)
- 『人間省察』ラ・ロシュフコオ 養徳社 1949 (養徳叢書)

| スタブアイコン | サブスタブ | この項目は、まだ閲覧者の調べものの参照としては役立たない、文人（小説家・詩人・歌人・俳人・作詞家・作家・放送作家・随筆家（コラムニスト）・文芸評論家）に関連した書きかけの項目です。この項目を加筆・訂正などしてくださる協力者を求めています（P:文学/PJ:作家）。 |